# NWF World Tag Team Championship
Il NWF World Tag Team Championship è stato un titolo della divisione tag team della federazione National Wrestling Federation.
Il titolo fu attivo dal 1970, anno di nascita della federazione, fino al 1974, quando questa cessò le attività.

## Storia
Nel 1970 la Buffalo Athletic Club, allora associata alla National Wrestling Alliance, abbandonò l'alleanza per fondare una federazione indipendente, che prese il nome di National Wrestling Federation, che riconosceva i propri titoli piuttosto che quelli NWA. Per la divisione tag team, la cintura fu l'erede della versione del NWA World Tag Team Championship che era difesa in quel territorio e che fu disattivata al momento della scissione dalla NWA. 
Il titolo rimase attivo fino al 1974, quando la NWF chiuse.

## Albo d'oro
| #                                 | Campione                             | Regno | Data              | Giorni | Località          | Evento     | Note | Fonti |
| --------------------------------- | ------------------------------------ | ----- | ----------------- | ------ | ----------------- | ---------- | --- | ----- |
| 1                                 | Dick Murdoch e Dusty Rhodes          | 1     | 12 marzo 1970     | 170    | Cleveland, Ohio   | House show | In un torneo per decretare i campioni inaugurali, sconfiggendo in finale Ben Justice e The Stomper.                                                                     |       |
| 2                                 | Johnny Powers e Chief White Owl      | 1     | 29 agosto 1970    | --     | Akron, Ohio       | House show | |       |
| Storia del titolo non documentata |                                      |       |                   |        |                   |            | |       |
| 3                                 | Don Fargo e Johnny Fargo             | 1     | 7 gennaio 1971    | --     | Cleveland, Ohio   | House show | |       |
| 4                                 | Bepo Mongol e Geeto Mongol           | 1     | giugno 1971       | --     | --                | House show | |       |
| 5                                 | Kurt von Hess e Eric the Red         | 1     | 22 luglio 1971    | --     | Cleveland, Ohio   | House show | |       |
| 6                                 | Chief White Owl (2) e Luis Martinez  | 1     | agosto 1971       | --     | --                | House show | |       |
| Storia del titolo non documentata |                                      |       |                   |        |                   |            | |       |
| 7                                 | Mitsu Arakawa e Yoshino Sato         | 1     | 19 gennaio 1972   | --     | Buffalo, New York | House show | | [ 2 ] |
| 8                                 | Dominic DeNucci e Tony Parisi        | 1     | marzo 1972        | --     | --                | House show | |       |
| 9                                 | Don Fargo e Johnny Fargo             | 2     | 11 maggio 1972    | --     | Cleveland, Ohio   | House show | | [ 3 ] |
| 10                                | Dominic DeNucci e Tony Parisi        | 2     | maggio 1972       | --     | --                | House show | |       |
| 11                                | Don Fargo e Johnny Fargo             | 3     | 24 maggio 1972    | --     | Buffalo, New York | House show | |       |
| 12                                | Wahoo McDaniel e Chief White Owl (3) | 1     | agosto 1972       | --     | Cleveland, Ohio   | House show | |       |
| Storia del titolo non documentata |                                      |       |                   |        |                   |            | |       |
| 13                                | Don Fargo e Johnny Fargo             | 4     | 15 settembre 1972 | --     | --                | House show | |       |
| Storia del titolo non documentata |                                      |       |                   |        |                   |            | |       |
| 14                                | Luis Martinez (2) e Tony Parisi (3)  | 1     | dicembre 1972     | --     | Cincinnati, Ohio  | House show | |       |
| Storia del titolo non documentata |                                      |       |                   |        |                   |            | |       |
| 15                                | Johnny Powers (2) e Jacques Rougeau  | 1     | 2 maggio 1973     | --     | Buffalo, New York | House show | |       |
| Storia del titolo non documentata |                                      |       |                   |        |                   |            | |       |
| 16                                | Geeto Mongol (2) e J.B. Psycho       | 1     | maggio 1973       | --     | --                | House show | |       |
| Storia del titolo non documentata |                                      |       |                   |        |                   |            | |       |
| 17                                | Fred Curry e Luis Martinez (3)       | 1     | 30 giugno 1973    | --     | --                | House show | I due erano anche detentori della versione di Detroit del NWA World Tag Team Championship.                                                                              |       |
| 18                                | Kurt Von Hess (2) e Karl Van Schotz  | 1     | maggio 1974       | --     | --                | House show | I due erano anche detentori della versione di Detroit del NWA World Tag Team Championship e della versione di Los Angeles del NWA North American Tag Team Championship. |       |
| —                                 | Disattivato                          | —     | 1974              | —      | —                 | —          | Il titolo fu disattivato con la chiusura della federazione |       |